# ساكن العقر

تعديل مصدري - تعديل

ساكن العقر هي إحدى قرى عزلة جعار بمديرية خنفر التابعة لمحافظة أبين، بلغ تعداد سكانها 33 نسمة حسب تعداد اليمن لعام 2004.